# Joan Alemany
|  | Per a altres significats, vegeu «Joan Alemany (desambiguació)». |

Joan Alemany (Vic, primera meitat del segle XVI) fou un metge i astròleg català. Era batxiller en arts i doctor en medicina. Es va dedicar als estudis d'astronomia i astrologia, i va descriure el cometa del 1532. Autor del llibre Lunario o repertorio de los tiempos (València, 1553). Aquesta obra va tenir almenys onze edicions durant la segona meitat del segle i continuà imprimint-se durant el segle xvii. La primera edició en Català data de 1557. L'edició del 1580 duu el barroc títol de Lunari, o reportori dels temps compost per lo molt àbil Astroleg Joan Alemany Bacheller en arts y doctor en medecina, de natió Català. Traduït en llengua castellana. En lo qual se trobaran les coniunctions oposicions, y quarts de la Luna, fins a l'any MDCV e molts altres compliments ab un Cathalogo dels reys D'Espanya. Ara de nou vist y corregit per lo logo dels reys D'Espanya. Ara de nou vist y corregit per lo Reverent pare Fra Joan Salom, de l'orde de Jesús. Es tracta d'una obra clarament divulgativa i informativa, amb definicions molt senzilles, sense cap innovació, en la qual Alemany no cita cap astrònom anterior o contemporani. Les concepcions astronòmiques s'inscriuen en la més pura tradició geocèntrica. L'obra dona indicacions sobre els senyals de pluja, llamps, neu, vents, etc., així com consells mèdics com quan fer les sagnies o les ventoses. Es donen consells als pagesos sobre les millors dates per al conreu. També conté una sèrie de taules de continguts astronòmics en les quals el treball de càlcul és considerable. Es dona l'hora de les entrades del sol els diferents signes del zodíac durant el període 1580-160. També han estat calculades les sortides del Sol al llarg de l'any. Es donen indicacions per al càlcul de les festes mòbils al llarg de l'any.
El nucli fonamental de l'obra, però, és la taula que dona els temps de les conjuncions i oposicions de la Lluna i el Sol, les posicions de la Lluna en aquests instants (signe i grau), així com el temps de les quadratures (mes, dia i hora). Totes les entrades són calculades per al meridià de Barcelona, i omplen una pàgina per cada any del període 1580-1605. Es fan unes recomanacions per a l'any 1580 en què s'augura una primavera amb bonança meteorològica, un estiu i una tardor secs i un hivern tempestuós, cosa que comportarà que “seran les viandes en baix preu, serà molt mals de ulls y algunes infirmitats de pits”.